# Hiroshima-ben
Hiroshima-ben est le nom donné au dialecte japonais parlé dans la préfecture d'Hiroshima et ses environs.

## Vocabulaire
- Bienvenue : ようこそ yokoso (standard japonais) / ようきんさったのう yokinsattanô (Hiroshima-ben)
- Très : とても totemo (standard japonais) / ぶち buchi (Hiroshima-ben)
  - très grand : とてもすごい totemo sugoi / ぶちすげえ buchi sugē
  - très froid : とてもさむい totemo samui / ぶちさむい buchi samui
  - très bien : とても いい totemo ii / ぶち ええ buchiē
  - très mal : とても いたい totemo itai / ぶち いたあ buchi itâ
- très très : ほんとに とても... honto ni totemo... / ばち... bachi...
  - très très mal : ほんとに とても いたい honto ni totemo itai / ばち いたあ bachi itâ
- très très très : とても とても とても totemo totemo totemo/ かち kachi
- donc : だから dakara / じゃけん (じゃけえ) jaken (jakē)

## Exemples de phrases
- « Comment allez-vous, vous tous » : みなさん, おげんきにしてますか ? Minasan, o genki ni shite masu ka ? (standard japonais) / みなさん, げんきにやりょうちゃってですか ? Minasan, genki ni yaryôchatte desu ka.